# Vitaliano Caruso
Vitaliano Caruso (Teano, 3 settembre 1921 – Milano, 4 aprile 2002) è stato un compositore, arrangiatore e produttore discografico italiano.

## Biografia
Dopo il diploma all'Istituto commerciale e i successivi studi in pianoforte, si trasferisce a Milano nel secondo dopoguerra, si iscrive alla Siae nel 1955 ed inizia a scrivere canzoni per artisti come Claudio Villa e Miriam Del Mare.
Nel 1960 fonda le case discografiche Caruso e Sci, (entrambe con sede in via Rasori 2 a Milano), e tra gli artisti che lancia sono da ricordare le cantanti Silva Silvi e An'Neris, il bolognese Dino Sarti e, per motivi extramusicali, Donato, pseudonimo di Umberto Bossi.
Dopo la chiusura di queste due etichette, fonda con Pippo La Rosa, Claudio Damiani, ed Eugenio Del Sarto la Dig-It.
Come autore partecipa al Festival di Sanremo nel 1973 con Cara amica, scritta con Francesco Specchia e Paolo Prencipe e cantata da Bassano, nel 1975 con  Quattro stagioni, interpretata da La Quinta Faccia, e nel 1981 con  Blue (Tutto è blu), cantata da Sterling Saint-Jacques.
Ha partecipato come compositore ad alcune edizioni dello Zecchino d'Oro.
Negli anni '90 si ritira a vita privata, ricoprendo per qualche tempo la carica di responsabile dell'Uncla (Unione Nazionale Compositori e Librettisti Autori di musica leggera) con sede in Galleria del Corso a Milano, dove scompare nel 2002.
A Concesio gli viene intitolato il Festival della Canzone per Bambini.
Alla SIAE risulta autore di 722 canzoni.

## Discografia parziale

### 45 giri
- 1961: Nu vasillo/Prova d'amore (Caruso, CV/10/24; lato B cantato da Silva Silvi)